# Romanos 5

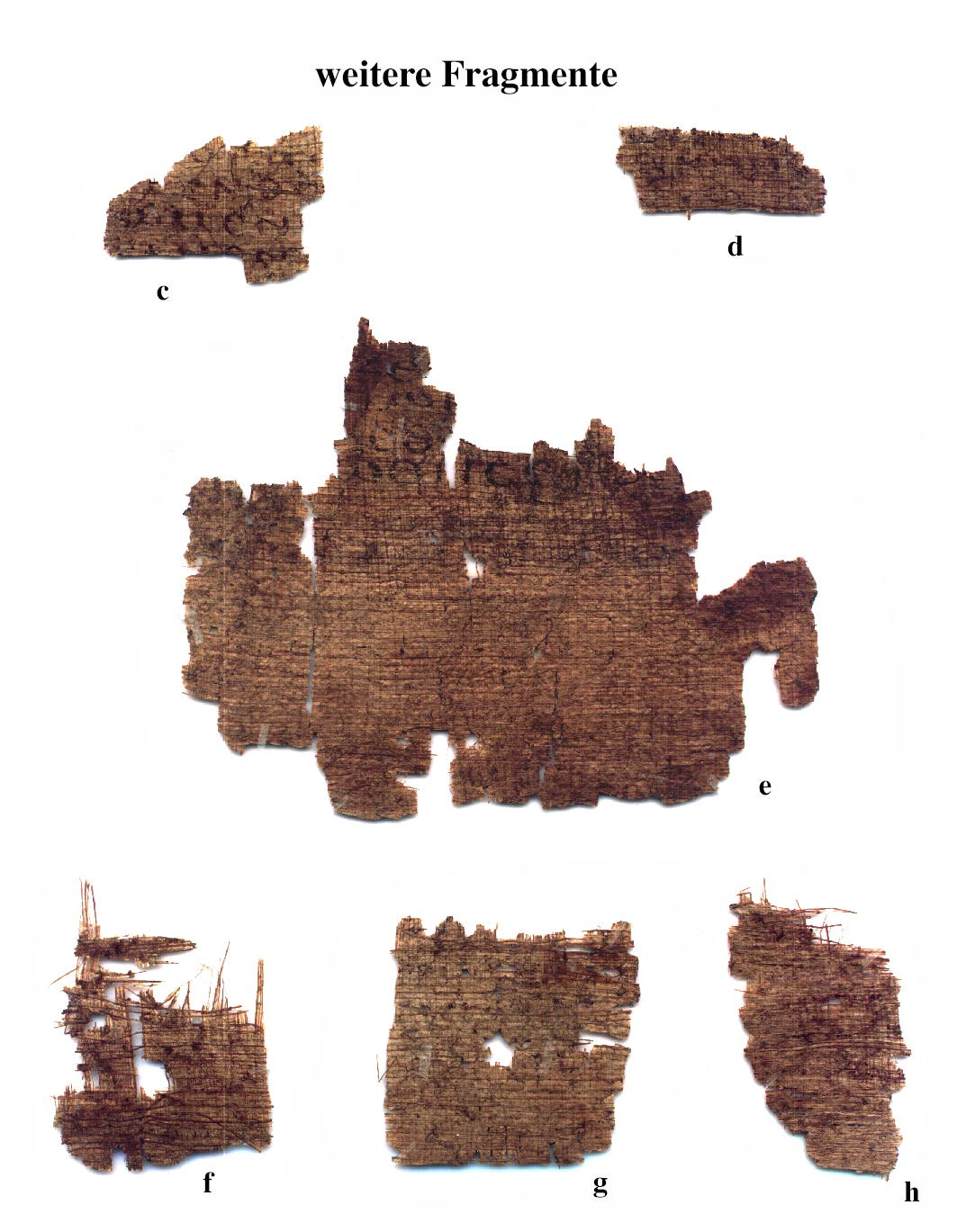
Fragmento c a h que contiene partes de la Epístola a los Romanos en el Papiro 40, escrito hacia el año 250 d. C.

Romanos 5 es el quinto capítulo de la Epístola a los Romanos del Nuevo Testamento de la  Biblia cristiana. Fue compuesta por Pablo el Apóstol, mientras se encontraba en Corinto a mediados de los años 50 d. C., con la ayuda de un amanuense (secretario), Tercio, que añadió su propio saludo en Romanos 16:22.

## Texto
El texto original fue escrito en griego koiné. Este capítulo está dividido en 21 versículos.

### Testigos textuales
Algunos Manuscritos bíblicos#Manuscritos del Nuevo Testamento tempranos que contienen el texto de este capítulo son:
- Codex Vaticanus (325-350 d. C.)
- Codex Sinaiticus (330-360)
- Codex Alexandrinus (400-440)
- Codex Ephraemi Rescriptus (~450; completo)
- Papiro 31 (siglo VII; existen los versículos 3-8)